# Paul White (Dirigent)
Paul Taylor White (* 22. August 1895 in Bangor, Maine; † 31. Mai 1973 in Henrietta, New York) war ein US-amerikanischer Komponist, Geiger, Dirigent und Musikpädagoge.
White studierte am New England Conservatory of Music und war Schüler von George Chadwick und Eugène Ysaÿe. Der Musikmäzen George Eastman wurde auf ihn aufmerksam und holte ihn in das Rochester Philharmonic Orchestra. Er studierte Dirigieren bei Eugène Aynsley Goossens an der Eastman School of Music, wo er von 1928 bis 1965 unterrichtete, zunächst als Violinlehrer, später als Professor für Ensemblespiel.
Von 1929 bis 1965 war White Dirigent des Rochester Civic Orchestra. Daneben arbeitete er als Gastdirigent mit dem Boston Pops Orchestra, dem New York Philharmonic Orchestra, dem Cincinnati Symphony Orchestra und dem Rochester Philharmonic Orchestra. Er komponierte Orchester- und Vokalwerke sowie Kammermusik.

## Werke
- Lyric Overture für Orchester, 1919
- Compositions pour piano et violon, 1923
- Fantastic dance für Violine und Klavier, 1923
- Little romance für Klavier oder Kammerensemble, 1923
- Old fashioned suite für Klavier und Cello, 1923
- Poem für Violine und Orchester, 1923
- Serenade et rverie für Klavier und Cello, 1923
- Little Tune And Variations, 1924
- To youth: overture for orchestra, 1924
- Pagan Festival Overture, 1927
- Five miniatures für Klavier oder Orchester, 1932
- Sonata for violin and piano, 1935
- Suite In Old Fashioned Style für Streichorchester
- Four spokes from the hub, 1936
- Sinfonietta for string orchestra, 1937
- College caprice on The Maine YMCA für Orchester und Männerchor, 1939
- Sea chanty für Harfe und Streicher, 1941
- The dying soldier, Lied für Stimme und Klavier, 1944
- Lake Placid Scenes für Orchester, 1944
- Lake Spray für Orchester
- Andante And Rondo für Cello und Orchester oder Klavier, 1945
- Idyl for orchestra, 1946
- Symphony No. 1 in e-Moll
- The voyage of the Mayflower. An American ballad for orchestra and chorus (ad lib.)